# 高山短溝紅螢
高山短溝紅螢（学名：Plateros alishanus）为紅螢科短溝紅螢屬下的一个种。